# Anii (Sprache)
Anii (auch: Gisida, Basila, Bassila, Baseca, Winji-Winji, Ouinji-Ouinji) ist die Sprache des gleichnamigen Volkes der Anii.
Diese leben vorwiegend in Togo und Benin. Anii gehört zu den Kwa-Sprachen.
Die Anzahl der Gesamtsprecher wird auf ca. 45.900 (SIL 2002) Menschen geschätzt. In Togo leben ca. 12.300 (SIL 2002) Anii-Sprecher, im Benin sind es ca. 33.600 (Volkszählung 1992) Sprecher.
Die Anii-Sprecher leben zu beiden Seiten der Grenze zwischen Togo und Benin. Im Benin leben die Anii-Sprecher im südlichen Teil der Aracora Province in der Subpräfektur Bassila. In Togo leben sie in der Region Centrale in der Präfektur Tchamba. In der Sprache Anii werden einige Radioprogramme ausgestrahlt. In Togo wird die Sprache an einigen lokalen Schulen unterrichtet.